# トラブル (ホワイトスネイクのアルバム)
『トラブル』（Trouble）は、ホワイトスネイクが1978年に発表したアルバム。バンドにとって初のフルレンス・アルバムである。

## 解説
バンド名義の作品としては、EP『Snakebite』（1978年）に続いて発表された。本作より、元ディープ・パープルのジョン・ロードが加入。
「デイ・トリッパー」はビートルズのカヴァー。「フリー・フライト」では、バーニー・マースデンがリード・ボーカルを担当している。
2006年に発売されたリマスターCDには、EP『Snakebite』に収録されていた4曲がボーナス・トラックとして追加収録されている。

## 収録曲
1. テイク・ミー・ウィズ・ユー - Take Me with You (David Coverdale, Micky Moody) - 4:45
2. ラヴ・トゥ・キープ・ユー・ウォーム - Love to Keep You Warm (D. Coverdale) - 3:45
3. ライ・ダウン - Lie Down (A Modern Love Song) (D. Coverdale, M. Moody) - 3:14
4. デイ・トリッパー - Day Tripper (John Lennon, Paul McCartney) - 3:47
5. ナイトホーク - Nighthawk (Vampire Blues) (D. Coverdale, Bernie Marsden) - 3:40
6. ザ・タイム・イズ・ライト・フォー・ラヴ - The Time Is Right for Love (D. Coverdale, M. Moody, B. Marsden) - 3:27
7. トラブル - Trouble (D. Coverdale, B. Marsden) - 4:48
8. ベルジャン・トムズ・ハット・トリック - Belgian Tom's Hat Trick (M. Moody) - 3:26
9. フリー・フライト - Free Flight (D. Coverdale, B. Marsden) - 4:07
10. ドント・メス・ウィズ・ミー - Don't Mess With Me (D. Coverdale, M. Moody, B. Marsden, Neil Murray, Jon Lord, Dave Dowle) - 3:25

### 2006年リマスター盤ボーナス・トラック
1. カム・オン - Come On (D. Coverdale, B. Marsden) - 3:33
2. ブラディー・マリー - Bloody Mary (D. Coverdale) - 3:22
3. スティール・アウェイ - Steal Away (D. Coverdale, M. Moody, B. Marsden, N. Murray, Pete Solley, D. Dowle) - 4:19
4. ハート・オブ・ザ・シティ - Ain't No Love in the Heart of the City (Michael Price, Dan Walsh) - 5:07

## 参加ミュージシャン
- デイヴィッド・カヴァデール - ボーカル
- ミッキー・ムーディ - ギター
- バーニー・マースデン - ギター、ボーカル
- ジョン・ロード - キーボード
- ニール・マーレイ - ベース
- デイヴ・ドウル - ドラムス
- ピート・ソリー - キーボード(on 11. 12. 13. 14.)